# Morden (TV-serie)
Morden är en svensk miniserie i sex delar från 2009 i regi av Anders Engström med Kjell Bergqvist, Cecilia Nilsson, Göran Ragnerstam, Annika Hallin och Jens Hultén i huvudrollerna. Serien, som är en fristående uppföljare till Graven, hade svensk TV-premiär den 4 november 2009 och släpptes på DVD den 3 februari 2010.

## Handling
Ett lik hittas i en blindgång i ett gammalt vattenfyllt schakt ute på Skärsö, en fiktiv gammal militärö i Stockholms skärgård. Fyndet visar sig ha kopplingar till ett tidigare fall för kriminalkommissarie CG Ljung (Kjell Bergqvist).

## Inspelningsplatser
Scenerna i schaktet är inspelade i den lilla Alsgruvan som ligger i Mälby säteri några kilometer söder om Gnesta. Någon länspumpning av denna gruva behövdes inte eftersom en stollgång i gruvans nedre del dränerar gruvan.
Vissa scener ovan jord, bl.a. Ceges löparrunda, är filmade på ön Femöre huvud i Oxelösund.
Exteriörscenerna med teamets båt förtöjd i en hamn med oljecisterner samt bergrumsscenerna är inspelade på Stora Höggarn utanför Lidingö.

## Rollista
- Cege − Kjell Bergqvist
- Claes − Göran Ragnerstam
- Fanny − Annika Hallin
- Nina − Cecilia Nilsson
- Theo − Jens Hultén
- Maria − Amanda Ooms
- Sally Lundström − Ellen Jelinek
- Mårten − Stefan Sauk
- Mork − Johan Hedenberg
- Rita − Lotta Tejle
- Josef − Sten Elfström
- Prästen − Mats Flink
- Sandra − Inga-Lill Andersson
- Marit − Siw Erixon
- Selbring − Per Burell
- Kvarnström − Peter Engman
- Lennart − Jan Mybrand
- Evy − Marie Richardson
- Max − Björn Kjellman
- Fannys assistent − Karin Bergqvist
- Lena Lundström − Nina Fex
- David Lundström − Henrik Norlén
- Mikael Lundström − Viktor Källander
- Sjuksköterska − Nathalie Söderkvist
- Jonny, bilhandlare − Kåre Mölder
- Major Wistam − Per Graffman
- Kapten Lind − Erik Johansson
- Kustbevakare − Carl Stjernlöf